# Stazione di Chelles-Gournay
La stazione di Chelles-Gournay (in francese Gare de Chelles - Gournay) è una stazione ferroviaria situata nel comune di Chelles, Francia.